# Qali al-Farrascha
Qali al-Farrascha (arabisch قالي الفراشة, DMG Qālī al-Farrāša, geb. im 8. Jahrhundert; gest. im 8. oder 9. Jahrhundert) war eine Sklavin und Konkubine des zweiten Abbasiden-Kalifen al-Mansur und Mutter seines Sohnes Salih al-Miskin.

## Leben
Qali al-Farrascha war eine griechische Sklavin in Besitz von al-Mansur, dem zweiten Kalifen der Abbasiden-Dynastie (714–775, reg. 754–775), dem sie den Sohn Salih al-Miskin (ibn Abdallah al-Mansur) gebar. Sie ist die Großmutter von Umm Muhammad bint Salih, einer Gattin des fünften Abbasiden-Kalifen Harun al-Raschid.
In der klassisch-arabischen Literatur wird Qali al-Farrascha unter anderem in al-Tabaris (839–923) monumentalen Geschichtswerk Taʾrīḫ aṭ-Ṭabarī – Taʾrīḫ ar-Rusūl wa-l-Mulūk und bei al-Safadi (1296–1363) erwähnt.